# (15397) Ksoari
(15397) Ksoari (1997 UK7) – planetoida z pasa głównego asteroid okrążająca Słońce w ciągu 4,27 lat w średniej odległości 2,63 j.a. Odkryta 27 października 1997 roku.